# Papua-Nowa Gwinea na letnich igrzyskach olimpijskich
Reprezentanci Papui-Nowej Gwinei po raz pierwszy pojawili się na letnich igrzyskach olimpijskich w 1976 roku. Od tego czasu startują nieprzerwanie na wszystkich igrzyskach, z wyjątkiem igrzysk w Moskwie w 1980. Do tej pory nie zdobyli żadnego medalu.

## Medaliści letnich igrzysk olimpijskich z Papui-Nowej Gwinei

### Złote medale
Brak

### Srebrne medale
Brak

### Brązowe medale
Brak